# InterContinental Варшава
InterContinental Варшава — готель, хмарочос у Варшаві, Польща. 
В будинку розташований готель InterContinental. Висота 45-поверхового хмарочосу становить 154 метри, разом з антеною 164 метри, це третій за висотою готель Європи після готелю «Україна» та «Ґранд готелю Балі». Будівлю спроектував колектив архітекторів під керівництвом Тадеуша Спихали. 23 квітня 2004 року відбулося її урочисте відкриття.
У цьому готелі є 326 номерів, 12 залів для засідань, бальний зал, сауна, фітнес-клуб, SPA, солярій, 2 бари та 2 ресторани. На 43-му і 44-му поверхах розташований басейн. Під землею влаштовано паркінг на 175 автомобілів.
Жителі навколишньої дільниці міста протестували проти будівництва, бо споруда затуляла б сонячне світло. У кінцевому підсумку досягнуто домовленості з мешканцями, і проект змінено. Зміни полягають у тому, що верхня частина будівлі стоїть на колоні, й тим самим звільняє простір для сонячного світла.